# أندرو باير
أندرو باير (بالإنجليزية: Andrew Beyer)‏ هو صحفي أمريكي، ولد في 17 نوفمبر 1943 في إيري في الولايات المتحدة.